# Tradicionalista iskola
A tradíció szó magyarul hagyományt jelent. Általánosan használatos a metafizikai tradíció rövidítésére.

## Mi a tradíció?
A tradíció szó a latin tradere (átadni) igéből származik. Jelenthet bármilyen hagyományt vagy szokást, amely a régmúltból származik. A  filozófia terén azt a szellemi áramlatot szokás vele jelölni, amely a 20. században a francia René Guénon és az olasz Julius Evola munkássága nyomán vált ismertté, és amelynek legismertebb magyarországi képviselője Hamvas Béla volt.
A tradíció vagy tradicionális gondolkodás a régebbi korok különféle vallásos és szellemi örökségét alkalmazva kíván a jelenkor emberének szellemi segítséget nyújtani.

## A tradicionalitás alapelvei
1. Filozófiai idealizmus: A szemlélet radikális képviselőinél ez a szolipszizmus állítását, és a materializmus teljes elutasítását jelenti. 2. Jobboldaliság: A politikában mindez a tagolt és hierarchikus társadalmak és a monarchizmus igenlését jelenti.  Archiválva 2006. január 12-i dátummal a Wayback Machine-ben

## A tradíció-ellenesség (anti-tradicionalitás)
Ide tartozik a materializmus, a politikai baloldal, a szabadkőművesség és a New Age.
A legismertebb jelenkori tradicionalitás-ellenes gondolkodó: Umberto Eco (A Foucault-inga c. regényében próbálja diszkreditálni az áramlatot).[forrás?]

## A tradicionalitás története
A tradíció elsődlegesen történet- és időfeletti, ezért történetéről csak úgy lehetséges beszélni, ha történelmi megjelenési formáit tanulmányozzuk.
Mivel az archaikus, az ókori és a középkori társadalmak tradicionális elvek mentén épültek fel, így ezekben a társadalmakban nem volt szükség ezen elvek elméleti kifejtésére.
A tradicionalista iskola elsősorban az úgynevezett világvallások (hinduizmus, dzsainizmus, buddhizmus, taoizmus, kereszténység és az iszlám) örökösének tekinti magát, másodsorban számos filozófust és teológust is előfutárának tart. Mivel azonban helyesen jegyezték meg, hogy szellemi áramlatról és nem úgynevezett irányzatról van szó, ezért a tradicionalista iskola előfutárairól beszélni fejlődéselméletként hathat, ami pedig a Tradíció szellemiségének ellentmondana. Legfeljebb tehát – a tradicionalisták és tradicionális szerzők definíciója szerint – ugyanazon szellemi áramlat különböző időpontokban és helyeken való felbukkanásáról lehet szólni. E felbukkanások közül a legutóbbi a "tradicionalista iskola" összefoglaló nevet kapta, noha nem konkrét iskoláról s a másodlogos dolgok tekintetében nem egységes irányzatról van szó, hanem egymás munkásságát többé-kevésbé ismerő és tekintetbe vevő személyiségek és szerzők összességéről.
A tradíció, a tradicionalitás jelenkorhoz közeli formában, szellemi áramlatként való megjelenését – indirekt módon – a francia forradalom indította el, amely ezen áramlat képviselőinek mindegyike szerint csak méreteit tekintve lehetett nagy. E korból a (még döntően politikai-politozófiai színezetű) tradicionalista iskolához kapcsolható gondolkodók például Joseph de Maistre vagy Louis de Bonald, még korábbról (az angol polgári forradalom körüli időkből) Edmund Burke.

## Külföldi tradicionalista gondolkozók
- René Guénon
- Julius Evola
- Frithjof Schuon
- Titus Burckhardt
- Ananda K. Coomaraswamy
- Marco Pallis
- Carlos Castaneda
- Seyyed Hossein Nasr
- Marian Zdziechowski

## Magyar tradicionalista gondolkozók
- Hamvas Béla
- László András
- Virág László
- Szongott Rudolf
- Buji Ferenc
- Orosz László Wladimir
- Baranyi Tibor Imre
- Németh Norbert
- Horváth Róbert
- Padányi Gulyás Gábor
- Szmorad Csaba
- Murányi Tibor
- Rády Sándor Zsolt
- Kocsi Lajos
- Vukics András

## Tradicionális iratok, könyvek és kiadványok
Hamvas Béla: Scientia Sacra (1943-1944). A mű szépirodalmi stílusban írt bevezetés a tradicionális gondolkozásba. Előzményei: Julius Evola és Oswald Spengler könyvei (Lázadás a modern világ ellen, illetve A nyugat alkonya).
Körülbelül 1990 óta számos magyarországi kiadvány jelent meg ezen szellemi áramlat képviselőitől és e név égisze alatt. A magyar nyelven kiadott írások bibliográfiai adatait lásd itt: Metaphysicum et politicum. A magyar tradicionális iskola bibliográfiája Archiválva 2016. március 4-i dátummal a Wayback Machine-ben.